# Euselasia kartopus
Euselasia kartopus is een vlindersoort uit de familie van de prachtvlinders (Riodinidae), onderfamilie Euselasiinae.
Euselasia kartopus werd in 1919 beschreven door Stichel.